# Yaakov Nacht
Yaakov Nacht sau Iacob Nacht (n. 9 ianuarie 1873, Iași, România – d. 21 ianuarie 1959, Tel Aviv, Israel) a fost un rabin, pedagog, folclorist, activist sionist și publicist evreu, român și israelian, poet ebraic. Din anul 1934 s-a stabilit în Palestina, devenind din 1948 cetățean israelian. 

## Biografie

### Copilăria și tinerețea
Iacob Nacht s-a născut in 1872 la Iași, în România (Principatele Române Unite), în familia lui Solomon (Shlomo) Cohen Nacht și a lui Iuta Feiga, născută Șub. Tatăl sau era urmașul familiei Nacht din Buczacz și din Podhaița din Podolia, hasidim adepți ai rabinului Israel din Rujin. După învățătura biblică și talmudică primită de la dascăli religioși evrei din Iași, la vârsta de 14 ani în 1886 a plecat să învețe în Maramureș, la ieșiva din Sighet a rabinului Hanania Yom Yov Lippa Teitelbaum.  Nefiind mulțumit de ritmul lent al lecțiilor de acolo, s-a întors acasă și a învățat iar în batei midraș din orașul natal. A obținut autorizarea de rabin (smihá) de la rabinul Binyamin Arie Weiss din Cernăuți, si de la rabinul Itzhak Yaakov Reines care conducea ieșiva din Lida. Apoi a plecat la Halberstadt în Germania, fiind acolo elevul celor mari rabini din comunitatea locală. De acolo, Nacht a plecat la Berlin, unde a studiat la Seminarul rabinic condus de rabinul Azriel Hildesheimer, și, în paralel, a făcut doctoratul în filosofie la Universitatea din Berlin.

### Rabin și activist sionist în România
Întors în România ,dr.Nacht a slujit vreme de 19 ani (1900-1919) ca rabin la Focșani, apoi în 1919-1924 a fost rabin la Brăila,iar în 1924-1929 rabin la Rădăuți. În tot timpul activității sale de rabin Nacht a combătut asimilaționismul și a luptat in favoarea unui învățământ religios și 
a familiarizării copiilor cu ideologia sionistă națională și cu limba ebraică renăscută. La Focșani el a înființat o Asociație a tineretului intelectual evreiesc care a editat o publicație proprie. S-a zbătut să impună școlilor evreiești sprijinite de Alianța Israelită Universală la Focșani și în alte orașe moldovenești învățarea limbii ebraice. În acest scop a plecat la Paris pentru a obține de la Narcisse Leven, presedintele Aliantei Israelite Universale o scrisoare în care acesta aproba introducerea limbii ebraice în aceste școli. A obtinut studierea Talmudului de către gimnaziștii evrei din Focșani și scutirea lor de a scrie în clasă sâmbăta. S-a distins în lupta încununată de succes pentru abolirea așa numitului Jurământ iudaic - More judaico - un jurământ umilitor care a fost impus multă vreme evreilor din țară. În timpul ocupației militare germane în Muntenia în anii 1916-1918 a reușit să convinga autoritătile de ocupație să renunțe la interzicerea tăierii rituale a vitelor și păsărilor în comunitățile evreiești. De asemenea s-a străduit să ajute pe soldații evrei români căzuți prizonieri în mâinile germanilor.
În 1928 a fost invitat la Strasbourg în Franța, pentru a conduce Institutul de studii iudaice  de pe lângă Universitatea Strasbourg. 
În 1934 Nacht a emigrat în Palestina (în timpul valului de emigrație cunoscut ca a Cincea Aliyá) Din tinerețe, Nacht a fost atras de ideile sioniste și a întreținut o corespondență intensă cu Theodor Herzl. A luat parte la numeroase congrese sioniste, începând cu Congresul al Șaselea, în care a luat cuvântul, întotdeauna, numai în limba ebraică.

### Activitatea publicistică, literară și educativă
Nacht a scris în presa ebraică din vremea sa, de pildă, în publicații ca hebdomadarul „Talpiot” (al lui Elazar Rokah din Ierusalim), în ziarele „Hatzfira”, „Hamelitz”, revista „Hashiloakh” și în cotidienele ebraice din Varșovia. De asemenea, a colaborat în românește, la suplimentul de artă și literatură al ziarului „Adevărul”, la „Curierul israelit” și la „Institutorul evreu”. În 1915 a fost membru în redacția revistelor sioniste „Hatikva” -  din Galați - și „Mântuirea”.     
În Palestina mandatară, și ulterior, în Statul Israel a scris la ziarele „Davar” și „Haaretz”. 
Nacht a publicat, de asemenea, cercetări în domeniul folcloristicii (Lashon nekiyá, Hanáal, Harèggel, Simley Ishá) și sute de poezii - in diverse ziare și reviste. În patrimoniul său postum au rămas circa două mii de poezii nepublicate, și o arhivă valoroasă, conținând scrisori primite de la personalități evreiești. . Arhiva sa este păstrată la Biblioteca Națională din Ierusalim 
Împreună cu rabinul Iacob Isaac Niemirower, Nacht a fost membru în Comisia pentru difuzarea limbii ebraice în rândurile școlarilor evrei din România.
Rabinul Nacht a murit la Tel Aviv în primăvara anului 1959.

### Viața privată
În 1902 Nacht s-a căsătorit cu Sara Mahrer, fiica lui Tzvi Mahrer din Lvov (Lemberg) , care, la rândul său, era nepotul rabinului Tzvi Witmir.
Fiica lor Yehudit Nacht s-a măritat în 1932 cu Itzhak Avineri, fiu al rabinului Rabelski, linguist, filolog , unul din reînnoitorii ebraicei vorbite în Israel. 
Rabinul Nacht stăpânea bine câteva limbi și știa să scrie în română, ebraică, germană, polonă, franceză și italiană. 
Nepotul său, Moshe Han'ami a fost poet și traducător în ebraică.

### Premii și onoruri
- Premiul Rabinul Kook

## Scrieri
- Sefer Hashabat - parashat hashabat, erká, giluyèha vehashpaatá vehayey Am Israel uvasifrut mimei kedem vead hayom haze (Cartea Sâmbetei - pericopa, valoarea ei, dezvăluirile și influența ei asupra vieții poporului lui Israel și în literatura lui antică și până în zilele noastre)   Tel Aviv, Asociația Oneg Shabat (Ohel Shem) 1936
- Simlei Ishá - bimkoroteinu haatikim, besifrutenu hahadashá uvesifrut haamim. Mehkarei tora veemunot, minhaggim ufolklor - (Simboluri ale femeii - in izvoarele noastre vechi, în literatura nouă și în literatura popoareloȘ cercetări in cartile sfinte si in credinte, obiceiuri si folclor - culese, redactate și explicate cu multe note  - rabinul Nacht- colectivul de discipoli si elevi ai autorului, Tel Aviv 1959
- Sefer hanoar- Cartea tineretului
- Izvorul vieții - în limba română